# Retrat de Jaume Pahissa
El Retrat de Jaume Pahissa és un retrat del compositor Jaume Pahissa, obra de Frederic Marès de 1917 que es conserva al Museu Frederic Marès de Barcelona.

## Descripció
Hi ha dues versions d'aquest retrat del compositor Jaume Pahissa: una en què el cap emergeix del bloc de marbre a mig treballar, i una segona, en bronze, centrada en el rostre del personatge i que també es conserva al Museu. Amb la primera va participar en diverses mostres d'art oficial, de les quals cal destacar l'Exposició d'Art de Barcelona del 1918, que va significar la presentació artística de Marès a la ciutat, i amb la qual va obtenir un premi atorgat pel Reial Cercle Artístic.
El retrat, treballat a partir del natural, mostra la influència de la producció de l'escultor Auguste Rodin, fonamentalment per l'ús del recurs del rostre modelat que sorgeix del marbre informe, popularitzat per molts artistes modernistes, i pel tractament del rostre i dels cabells. No obstant això, l'obra no traspua gens l'expressivitat intensa dels retrats de l'escultor francès. Més aviat, a l'hora de presentar el personatge s'hi fa evident una voluntat idealista que l'allunya de Rodin i la seva influència.